# Poslikane cerkve na območju Troodosa
Poslikane cerkve regije Trodos okoli gorovja Troodos v osrednjem Cipru so na seznamu Unescove svetovne dediščine. Kompleks obsega deset bizantinskih cerkva in samostanov, bogato okrašenih z bizantinskimi in post-bizantinskimi freskami:
1. Cerkev svetega Nikolaja na strehi, Kakopetria
2. Agios Ioannis (Sv. Janeza) samostan Lampadistis, alopanagiotisu
3. Cerkev Panagije (Device) Phorviotissa (Asinou), Nikitari
4. Cerkev Panagije (Device) tou Arakou, Lagoudhera
5. Cerkev Panagije (Device), Moutoullas
6. Cerkev nadangela Mihaela, Pedulas
7. Cerkev Svetega križa (Timiosa Stavrosa), Pelendri
8. Cerkev Panagije (Device) Podithou, Galata
9. Cerkev Svetega križa (Stavros Agiasmati), Platanistass
10. Cerkev spremenjenja Odrešenika (Agia Sotira) tou Soteros, Palaichori Oreinis

Sprva je bilo v skupini, ki jo je UNESCO izbral leta 1985, devet od teh cerkva, cerkev v Palaichoriju so dodali na seznam leta 2001. Cerkev Panagia Chrysokourdaliotissa v Kourdali, Spilia, so leta 2002 predlagali kot možno razširitev, trenutno je na Listi čakanja.

## Opis
Leta 965 našega štetja je Bizantinsko cesarstvo v arabsko-bizantinskih vojnah priključilo Ciper. V obdobju 500 let do 16. stoletja so bile v regiji Trodos zgrajene številne bizantinske cerkve. V tej regiji je dejansko ena največjih koncentracij samostanov in cerkva v nekdanjem Bizantinskem cesarstvu. Mesto svetovne dediščine vključuje številne cerkve, od majhnih kapelic do velikih samostanov. Ta lokacija prikazuje vrsto arhitekturnih in umetniških vplivov, ki so vplivali na Ciper v celotni bizantinski vladavini. Na vseh lokacijah pa so prikazani nekateri arhitekturni elementi, ki so edinstveni za Ciper, vključno z lesenimi strehami s ploščicami.
- Panagia Tou Araka, prikazuje strme lesene strehe številnih manjših cerkva
- Konstantin in Helena, cerkev nadangela Mihaela, Pedoulas
- Jezusovo rojstvo v Agios Nikolaos Tis Stegis